# Koveari, Pustomîtî
Koveari (în ucraineană Ков'ярі) este un sat în comuna Jîrivka din raionul Pustomîtî, regiunea Liov, Ucraina.

## Demografie
Componența lingvistică a localității Koveari
     Ucraineană (100%)
Conform recensământului din 2001, toată populația localității Koveari era vorbitoare de ucraineană (100%).